# Richard Jacques
Richard Jacques, né le 2 avril 1973 à Royal Leamington Spa, est un compositeur, musicien britannique surtout connu pour ses musiques de jeu vidéo pour Sega, notamment Headhunter.

## Biographie
Richard Jacques est né à Royal Leamington Spa (Angleterre) au sein d'une famille de musiciens. À cinq ans, il commence à étudier le piano, puis se tourne très vite vers d'autres instruments.
Fan de jeux vidéo, notamment Out Run, il s'intéresse à cet univers. Après avoir travaillé un temps  dans la musique pour le cinéma et la télévision, il entre en 1994 comme compositeur de musiques de jeu vidéo chez Sega Europe.
Parmi ses premiers travaux figurent les bandes sonores de Daytona USA: Championship Circuit Edition, Sonic 3D: Flickies' Island et Sonic R sur Sega Saturn.
La reconnaissance viendra de la période Dreamcast, pendant laquelle le public restera impressionné par son travail sur le célèbre jeu de Bizarre Creations, Metropolis Street Racer. Richard Jacques montre alors sa grande polyvalence pour créer des musiques de plusieurs styles différents. À cette époque, il participe également à la création de quelques musiques pour Jet Set Radio de Smilebit.
Auparavant, il avait commencé à travailler sur un de ses travaux les plus reconnus : Headhunter. C'était la première fois qu'il n'utilisait pas un synthétiseur, mais un orchestre philharmonique. Des chansons comme Jack's Theme restent depuis une référence dans le domaine des musiques de jeux vidéo,, et sa partition pour le jeu est nommée dans la catégorie Musique de l'année lors des GANG Awards en 2003.
Peu après la sortie de Headhunter, et à la suite de la cessation de production de la Dreamcast, Jacques quitte Sega et s'installe comme musicien indépendant, aussi bien pour des musiques de jeux que pour la télévision, le cinéma et la publicité. Il travaille notamment sur Singstar sur PlayStation 2, Total Immersion Racing ou plusieurs mini-jeux pour l'Eye-Toy.
Sega le contacte pour travailler sur les suites des jeux auxquels il avait participé : Jet Set Radio Future et Headhunter: Redemption.
Jacques, qui continue de travailler à son compte, compose la musique du jeu PSP Pursuit Force. Plus tard, il collabore avec Sega pour créer différents remixes dans la version améliorée de Out Run 2, Out Run 2006: Coast to Coast.
Il a également composé plusieurs musiques additionnelles pour la trilogie Mass Effect.
Ses compositions sont régulièrement récompensées. Après sa nomination pour Headhunter, il est de nouveau nommé par la Game Audio Network Guild pour son travail sur les musiques additionnelles du premier Mass Effect (2007). En 2011, lors des BAFTA Awards, il est nommé pour la musique de Blood Stone 007. En 2023, sa musique pour Marvel's Guardians of the Galaxy est nommée aux Grammy Awards et est désignée Musique de l'Année lors des GANG Awards.
Il est récompensé pour l'ensemble de sa carrière en obtenant le Lifetime Achievement Award de la Game Audio Network Guild en 2018.

## Travaux

### Jeux vidéo
| Année | Titre                                               | Rôle                               | Collaborateur(s)                                             |
| ----- | --------------------------------------------------- | ---------------------------------- | ------------------------------------------------------------ |
| 1995  | Darxide                                             | Composition/arrangement            | Adam Salkeld                                                 |
| 1995  | F1 Challenge (Version européenne)                   | Composition/arrangement            | Adam Salkeld                                                 |
| 1996  | Daytona USA: Championship Circuit Edition           | Composition/arrangement            | Kenichi Tokoi, Jun Senoue, et Tomonori Sawada                |
| 1996  | Shinobi X (Version européenne)                      | Composition/arrangement            |                                                              |
| 1996  | Sonic 3D Blast (Version Sega Saturn)                | Composition/arrangement            |                                                              |
| 1997  | Sonic R                                             | Composition/arrangement            |                                                              |
| 1997  | Sega Worldwide Soccer '98                           | Composition/arrangement            |                                                              |
| 2000  | Jet Set Radio                                       | Composition/arrangement            | Hideki Naganuma et divers autres                             |
| 2000  | Metropolis Street Racer                             | Composition/arrangement            |                                                              |
| 2001  | Headhunter                                          | Composition/arrangement            |                                                              |
| 2002  | Jet Set Radio Future                                | Composition/arrangement            | Hideki Naganuma et divers autres                             |
| 2002  | Total Immersion Racing                              | Composition/arrangement            |                                                              |
| 2003  | Headhunter: Redemption                              | Composition/arrangement            |                                                              |
| 2004  | OutRun 2                                            | Arrangement                        | Hiroshi Kawaguchi et divers autres                           |
| 2004  | SingStar                                            | Consultant en composition musicale |                                                              |
| 2004  | EyeToy: Play 2                                      | Composition/arrangement            |                                                              |
| 2005  | Starship Troopers                                   | Composition/arrangement            |                                                              |
| 2005  | Pursuit Force                                       | Composition/arrangement            |                                                              |
| 2005  | Galidor: Defenders of the Outer Dimension           | Composition/arrangement            |                                                              |
| 2005  | EyeToy: Play 3                                      | Composition/arrangement            | Matt Coldrick                                                |
| 2006  | Sega Rally 2006                                     | Composition/arrangement            | Divers autres                                                |
| 2006  | OutRun 2006                                         | Arrangement                        | Divers autres                                                |
| 2007  | Mass Effect                                         | Composition/arrangement            | Jack Wall, Sam Hulick et David Kates                         |
| 2007  | Pursuit Force: Extreme Justice                      | Composition/arrangement            | Jeff Tymoschuk                                               |
| 2007  | Battlestations: Midway                              | Composition/arrangement            |                                                              |
| 2008  | Conflict: Denied Ops                                | Composition/arrangement            |                                                              |
| 2008  | Sega Superstars Tennis                              | Composition/arrangement            |                                                              |
| 2008  | Hasbro Family Game Night                            | Composition/arrangement            |                                                              |
| 2008  | You're in the Movies                                | Composition/arrangement            |                                                              |
| 2008  | Wacky Races: Crash & Dash                           | Composition/arrangement            |                                                              |
| 2008  | Sonic Chronicles: The Dark Brotherhood              | Composition/arrangement            | Steven Sim                                                   |
| 2008  | The Club                                            | Composition/arrangement            | Chris Chudley et Jesper Kyd                                  |
| 2009  | Sonic and the Black Knight                          | Composition/arrangement            | Jun Senoue, Tommy Tallarico, Howard Drossin et divers autres |
| 2009  | Battlestations: Pacific                             | Composition/arrangement            | David Kates                                                  |
| 2010  | Alice in Wonderland: An Adventure Beyond the Mirror | Composition/arrangement            | Wu Songming                                                  |
| 2010  | Fluidity                                            | Composition/arrangement            | Allister Brimble et Anthony Putson                           |
| 2010  | Alice in Wonderland                                 | Composition/arrangement            |                                                              |
| 2010  | James Bond 007: Blood Stone                         | Composition/arrangement            |                                                              |
| 2010  | Sonic Free Riders                                   | Arrangement                        | Tomonori Sawada et Koji Sakurai                              |
| 2011  | Forza Motorsport 4                                  | Composition/arrangement            | Divers autres                                                |
| 2011  | Sonic Generations                                   | Composition/arrangement            | Divers autres                                                |
| 2011  | Fate of the World                                   | Composition/arrangement            |                                                              |
| 2011  | LittleBigPlanet 2                                   | Composition/arrangement            |                                                              |
| 2012  | LittleBigPlanet: The Muppets Premium Level Kit      | Composition/arrangement            |                                                              |
| 2012  | LittleBigPlanet PSVita                              | Composition/arrangement            |                                                              |
| 2012  | LittleBigPlanet Karting                             | Composition/arrangement            |                                                              |
| 2012  | Sonic & All-Stars Racing Transformed                | Composition/arrangement            |                                                              |
| 2013  | Alice in Wonderland: A New Champion                 | Composition/arrangement            |                                                              |
| 2013  | Powerstar Golf                                      | Composition/arrangement            |                                                              |
| 2014  | Sonic Boom: Rise of Lyric                           | Composition/arrangement            |                                                              |
| 2014  | Sonic Boom: Shattered Crystal                       | Composition/arrangement            |                                                              |
| 2016  | Sonic Boom: Fire & Ice                              | Composition/arrangement            |                                                              |
| 2017  | Knowledge is Power                                  | Composition/arrangement            | Divers autres                                                |
| 2017  | Sonic Forces                                        | Ingénieur d'enregistrement         | Divers autres                                                |
| 2018  | Sega Heroes                                         | Travaux d'archivage                | Divers autres                                                |
| 2019  | Team Sonic Racing                                   | Composition/arrangement            | Divers autres                                                |
| 2021  | Guardians of the Galaxy                             | Composition                        |                                                              |

### Film et TV
| Année     | Titre                                  | Notes               |
| --------- | -------------------------------------- | ------------------- |
| 2011      | Don't Scare the Hare                   | Série TV, 1 épisode |
| 2013      | Wright vs. Wrong                       | Court métrage       |
| 2013      | Beat the Pack                          | Série TV            |
| 2013-2015 | Catchphrase                            | 5 épisodes          |
| 2014      | Quest: A Tall Tale                     |                     |
| 2014-2016 | Fifteen to One                         | 6 épisodes          |
| 2015-2018 | If You Give a Mouse a Cookie           | Thème musical       |
| 2016      | If You Give a Mouse a Christmas Cookie | Court métrage TV    |
| 2017      | Go for It                              |                     |